# Six-red World Championship
Six-red World Championship je snookerový turnaj, který se hraje v Thajsku. Formát hry je zkrácen na šest červených a šest barevných koulí.

## Historie
Turnaj vznikl v sezóně 2008/2009 pod názvem Six-red Snooker International a pořádá jej Asian Confederation of Billiards Sports. Čtyřicet osm hráčů je rozděleno do osmi skupin. První čtyři nejvýše umístění hráči z každé skupiny přechází do vyřazovacích kol. V roce 2009 se turnaj přejmenoval na Six-red World Grand Prix. Od roku 2010 je tato událost oficiálním mistrovstvím světa v šesti červených vedená pod názvem Six-red World Championship. V sezóně 2011/2012 se turnaj nepořádal, ale vrátil se v sezóně 2012/2013 s podporou World Professional Billiards and Snooker Association. Místem konání je od roku 2008 hotel Montien Riverside v Bangkoku, v Thajsku.
Ricky Walden vyhrál Six-red International v roce 2008. Byl ve finále se Stuartem Binghamem, který s ním prohrál 8-3.
V roce 2009 získal trofej Six-red Grand Prix Jimmy White, když porazil Barry Hawkinse 8-6.
Prvním vítězem mistrovství světa v six reds se stal Mark Selby, který vyhrál nad Ricky Waldenem 8-6. V roce 2012 se stal vítězem Mark Davis, který porazil Shauna Murphyho 8-4 a titul obhájil i následující rok, když ve finále zvítězil 8-4 nad Neilem Robertsonem. V roce 2014 zdvihl trofej Stephen Maguire, který ve finále vyhrál nad Ricky Waldenem 8-7.

## Vítězové
| Rok                           | Vítěz                         | Poražený                      | Skóre                         | Sezóna                        |
| Six-red Snooker International | Six-red Snooker International | Six-red Snooker International | Six-red Snooker International | Six-red Snooker International |
| ----------------------------- | ----------------------------- | ----------------------------- | ----------------------------- | ----------------------------- |
| 2008                          | Ricky Walden                  | Stuart Bingham                | 8–3                           | 2008/09                       |
| Six-red World Grand Prix      |                               |                               |                               |                               |
| 2009                          | Jimmy White                   | Barry Hawkins                 | 8–6                           | 2009/10                       |
| Six-red World Championship    |                               |                               |                               |                               |
| 2010                          | Mark Selby                    | Ricky Walden                  | 8–6                           | 2010/11                       |
| 2012                          | Mark Davis                    | Shaun Murphy                  | 8–4                           | 2012/13                       |
| 2013                          | Mark Davis                    | Neil Robertson                | 8–4                           | 2013/14                       |
| 2014                          | Stephen Maguire               | Ricky Walden                  | 8–7                           | 2014/15                       |
| 2015                          | Thepchaiya Un-Nooh            | Liang Wenbo                   | 8-2                           | 2015/16                       |